# Jovan Karamata
Jovan Karamata (srbsko Јован Карамата), srbski matematik, * 1. februar 1902, Zagreb, † 14. avgust 1967, Ženeva, Švica.
Karamata velja za enega največjih srbskih matematikov 20. stoletja. Objavil je 122 znanstvenih člankov, 15 monografij in učbenikov, kakor tudi 7 strokovno-pedagoških člankov. Najbolj je znan po svojem delu iz matematične analize.
Leta 1928 je postal asistent za matematiko na Filozofski fakulteti Univerze v Beogradu, nato pa je leta 1930 postal asistent profesor, leta 1937 izredni profesor in leta 1950 redni profesor. Leta 1951 je postal redni profesor na Univerzi v Ženevi.
Bil je član Jugoslovanske akademije znanosti (1933), Češke kraljeve družbe (1936), Srbske kraljeve akademije (1939) in Srbske akademije znanosti in umetnosti (SANU) (1948).